# British Home Championship 1899/1900
Die British Home Championship 1899/1900 war die 17. Auflage des im Round-Robin-System ausgetragenen Fußballwettbewerbs zwischen den vier britischen Nationalmannschaften von England, Irland (ab 1950/51 Nordirland), Schottland und Wales.
| Pl. | Nationalmannschaft | Sp. | S | U | N | Tore    | Punkte |
| --- | ------------------ | --- | - | - | - | ------- | ------ |
| 1.  | Schottland         | 3   | 3 | 0 | 0 | 012:300 | 06:0   |
| 2.  | Wales              | 3   | 1 | 1 | 1 | 005:600 | 03:30  |
| 3.  | England            | 3   | 1 | 1 | 1 | 004:500 | 03:30  |
| 4.  | Irland             | 3   | 0 | 0 | 3 | 000:700 | 0:60   |

|                                              |   |            |           |
| 3. Februar 1900 in Aberdeen (Pittodrie Park) |   |            |           |
| Schottland                                   | – | Wales      | 5:2 (4:1) |
| 24. Februar 1900 in Llandudno (The Oval)     |   |            |           |
| Wales                                        | – | Irland     | 2:0 (0:0) |
| 3. März 1900 in Belfast (Solitude)           |   |            |           |
| Irland                                       | – | Schottland | 0:3 (0:2) |
| 17. März 1900 in Dublin (Lansdowne Road)     |   |            |           |
| Irland                                       | – | England    | 0:2 (0:2) |
| 26. März 1900 in Cardiff (Arms Park)         |   |            |           |
| Wales                                        | – | England    | 1:1 (0:1) |
| 7. April 1900 in Glasgow (Celtic Park)       |   |            |           |
| Schottland                                   | – | England    | 4:1 (4:1) |